# Copa de Portugal 2009-10
La Copa de Portugal 2009-10 fue la edición número 70 de la Copa de Portugal. La competición empezó el 30 de agosto, y terminó el 16 de mayo con la final entre FC Porto y G.D. Chaves, la cual ganó Porto 2-1.

## Equipos
Estos son los equipos que participaron en esta edición de la Copa de Portugal.
16 equipos de Primeira Liga:
| - Académica de Coimbra - Belenenses - Benfica - Leixões - Marítimo - Nacional - Naval 1º de Maio - Olhanense | - Paços de Ferreira - Porto - Rio Ave - Sporting CP - Braga - União de Leiria - Vitória de Guimarães - Vitória de Setúbal |

16 equipos de Liga Vitalis:
| - Beira-Mar - Carregado - Chaves - Covilhã - Desportivo das Aves - Estoril Praia - Fátima - Feirense | - Freamunde - Gil Vicente - Oliveirense - Penafiel - Portimonense - Santa Clara - Trofense - Varzim |

48 equipos de Second Divisão (nivel 3):
| - Aliados Lordelo - Boavista 1 - Espinho - Gondomar - Lourosa - Lousada - Merelinense - Moreirense - Padroense - Paredes - Ribeirão - Tirsense - Valdevez - Vianense - Vieira - Vizela | - Académico de Viseu - Arouca - Eléctrico - Esmoriz - Mafra - Marinhense - Monsanto - Oliveira do Bairro - Operário - Pampilhosa - Praiense - Sertanense - Tondela - Tourizense - União da Serra - Vitória do Pico | - Aljustrelense - Atlético CP - Atlético de Reguengos - Camacha - Estrela da Amadora - Igreja Nova - Lagoa - Louletano - Marítimo B - Odivelas - Oriental - Pinhalnovense - Pontassolense - Real SC - Santana - União da Madeira |

91 equipos de Terceira Divisão (nivel 4):
| - Andorinha - Lusitânia - Tojal - Coimbrőes - Alcochetense - Mangualde - 1º Dezembro - Candal - Alcaíns - Machico - Oliveira do Douro | - Mêda - Estrela da Calheta - Moura - Limianos - Sintrense - Caldas - Lusitano de Évora - Esperanaça de Lagos - Santiago - Porto da Cruz | - Madalena - Capelense - Fabril - Montalegre - Fornos de Algodres - Nelas - Anadia - Farense - Flamengos - Oeiras | - Marinhas - Sanjoanense - Penalva do Castelo - Castrense - Amares - Rabo de Peixe - Mirandela - Famalicão - Avanca - Pescadores | - Beira-Mar Monte Gordo - Torre de Moncorvo - Fiães - União Micaelense - Vila Meã - Sourense - Penamacorense - S. João de Ver - Morais - Olivais e Moscavide | - Infesta - Rebordosa - Benfica e Castelo Branco - Santa Maria - Torreense - Milheiroense - Macedo de Cavaleiros - Gavionenses - Vigor da Mocidade - Portomosense | - Juventude de Évora - Cruzado Canicense - Porto Moniz - Quarteirense - Cova da Piedade - Caniçal - Tocha - Joane - Fão - Bragança | - União de Montemor - Pedrouços - Maria da Fonte - Boavista S.Mateus - Angrense - Amarante - AD Oliveirense - Barreiro - Casa Pia - Gândara | - Leça - Sp. Pombal - Cinfães - Ribeira Brava - Fafe - Valenciano - Portosantense - Cesarense - Câmara de Lobos - Serzedelo |

## Formato
En total, 172 equipos participaron. En la primera ronda entraron los de Terceira Divisão (nivel 4) y Segunda Divisão (nivel 3).  (Estas dos divisiones fueron combinadas en una liga de nivel 3,Campeonato de Portugal, en 2013) Estos equipos en total eran 139. 
En la segunda ronda entraron los equipos de Liga Vitalis (nivel 2) y los ganadores de la primera ronda.  En la tercera ronda entraron los equipos de la Primeira Liga y los ganadores de la segunda ronda. 

## Semifinales
| Equipo 1 | Agr.  | Equipo 2 | Ida   | Vuelta |
| -------- | ----- | -------- | ----- | ------ |
| Chaves   | 3 – 1 | Naval    | 1 – 0 | 2 – 1  |
| Rio Ave  | 1 – 7 | Porto    | 1 – 3 | 0 – 4  |

## Final
| 16 de mayo de 2010 | Chaves             | 1:2 | Porto                   | Estádio Nacional, Jamor   |                           |
|                    | Paulo Clemente 85' |     | Guarín 13' · Falcao 23' | Árbitro(s): Pedro Proença | Árbitro(s): Pedro Proença |